# Oorlogsbegraafplaats van Celle
De oorlogsbegraafplaats van Celle is een militaire begraafplaats van het Britse Gemenebest in het noorden van de stad Celle in de Duitse deelstaat Nedersaksen. Deze wordt beheerd door de Commonwealth War Graves Commission (CWGC), die de begraafplaats heeft ingeschreven als Celle War Cemetery.